# Забелин, Алексей Григорьевич
Алексе́й Григо́рьевич Забе́лин (род. 18 июня 1949, Зуевка, Кировская область) — ректор Московского финансово-юридического университета МФЮА. Член Президиума Арбитражного третейского суда города Москвы.

## Биография
В 15 лет начал работать рабочим-электромонтажником.
- С 1969 по 1971 год служил в рядах Советской Армии на атомном полигоне в городе Семипалатинске.
- С 1972 по 1977 год учился в Московском институте нефтехимической и газовой промышленности им. Губкина.
- С 1971 по 1981 работал в организациях Главмосстроя: бригадир монтажников, прораб, старший инженер, начальник участка.
- С 1981 по 1985 год являлся старшим преподавателем, главным энергетиком в Московском институте электронного машиностроения.
- С 1985 по 1988 год работал на ответственной работе в аппарате МК и МГК КПСС.
- С 1988 по 1990 год был начальником управления Гособразования СССР.
- С 1991 является ректором Московской финансово-юридической академии (Московского финансово-юридического университета МФЮА)

Алексей Григорьевич Забелин является действительным членом Академии гуманитарных наук и автором 120 научных работ.

## Общественная деятельность
- 1995—2000 — советник мэра и правительства Москвы по вопросам высшей школы.
- 1995—1998 — член экспертного совета комитета Государственной думы по международным делам.
- С 1998 — член экспертного совета комитета по образованию и науке Государственной думы.
- С 1998 — член экспертного совета комитета по науке, культуре, образованию, здравоохранению и экологии Совета Федерации.
- 2000—2003 — член аккредитационной коллегии Министерства образования РФ.
- С 2003 — член аккредитационной коллегии Федеральной службы по надзору в сфере образования и науки.
- Председатель совета Российской ассоциации аккредитованных учебных заведений. Председатель Ассоциации негосударственных средних специальных учебных заведений.
- В сентябре 2016 года стал доверенным лицом партии «Единая Россия» на выборах в Государственную думу VII созыва.
- 2018 — Поддержка проекта «Золотые имена высшей школы»[1]

## Награды
- Орден Дружбы, 2006
- Медаль «В память 850-летия Москвы», 1997
- Медаль «За заслуги в социально-трудовой сфере», 2004
- Нагрудный знак «Отличник профтехобразования СССР», 1989
- Нагрудный знак «За отличные успехи в работе», Министерство высшего и среднего специального образования СССР, 1987
- Почетная грамота Комитета Государственной Думы по образованию и науке — за многолетний плодотворный труд и высокие достижения в научно-педагогической деятельности, 2007
- Почетная грамота Правительства Москвы — за большой вклад в подготовку квалифицированных специалистов, профессиональную переподготовку и повышение квалификации государственных гражданских служащих города Москвы, 2009
- Почетный знак «Ректор года 2004», «Ректор года 2005», «Ректор года 2009» комитетов Совета Федерации РФ, Государственной Думы РФ, Российского союза ректоров России
- Золотая медаль «Европейское качество» лауреата конкурса «100 лучших вузов России», проводимого комитетами Совета Федерации РФ, Государственной Думой РФ, Российским союзом ректоров России и Международной академией качества и маркетинга. 2004, 2005 и 2009
- Лауреат конкурса «Грант Москвы» в области науки и технологий в сфере образования, 2005
- Орден «За профессиональную честь, достоинство и почетную деловую репутацию», Совет по общественным наградам Российской геральдической палаты, 2006
- Медаль «За заслуги в образовании и науке» — за долголетний, добросовестный труд и личный вклад в развитие Российского образования. Союз негосударственных вузов Москвы и Московской области, 2002, 2009
- Почетный знак «XXI век-век просвещения — высшая школа России». Российский союз ректоров, 2002
- Медаль «Лауреат премии Михаила Ломоносова» — за выдающийся вклад в науку и культуру. Национальный комитет общественных наград, 2006
- Благодарность Президента Российской академии образования — за вклад в развитие гражданского общества, воспитание и обучение молодого поколения, 2005
- Серебряный Почетный знак имени Николая Румянцева «За благородные труды» — за развитие и укрепление образования и науки РФ, 2009
- Почетный диплом Министерства образования и науки Российской Федерации за большой вклад в развитие российской молодежной науки, 2008
- Благодарность Московской областной Думы за большой вклад в подготовку высококвалифицированных кадров для Московской области, 2007
- Диплом Мэра за вклад в развитие социальной рекламы в Москве, 2008
- Диплом Первого заместителя Мэра Москвы в Правительстве Москвы за работу с молодежью и большой вклад в пропаганду образования, 2006
- Благодарность Федеральной службы по контролю за оборотом наркотиков России. «За активную жизненную позицию в сфере борьбы с наркоугрозой», 2006
- Медаль ФСКН «За содействие органам наркоконтроля», 2007
- Почетная грамота Патриарха Московского и всея Руси, «в благословение за усердные труды во славу русской православной церкви», 2007
- Орден Русской Православной Церкви Святого Благоверного князя Даниила Московского — за заслуги в возрождении духовной жизни России, 2009
- Диплом Торгово-промышленной палаты РФ, 2006
- Диплом Международной Гильдии профессиональных фотографов СМИ России — национальная премия «Золотой Пегас России» — за большой вклад в образовательный процесс развития фотоискусства на благо России, 2003, 2006, 2007

## Критика
Сообщество «Диссернет» утверждает, что обнаружило плагиат в работе Забелина на соискание ученой степени доктора экономических наук по теме «Управление развитием высшего профессионального образования на основе оптимизации государственного заказа на подготовку специалистов».